# Königslibellen
Die Königslibellen (Anax, von altgriechisch ἄναξ ánax „Stammesfürst, [Heer]Führer, Herr[scher]“) sind eine Gattung der Libellen aus der Familie der Edellibellen.

## Beschreibung und Merkmale
Anax-Arten sind große Edellibellen. Sie sind überwiegend blau oder grün gefärbt, mit farblos durchsichtigen (hyalinen) Flügeln, diese selten etwas bräunlich oder gelblich getönt. Der Rumpfabschnitt (Thorax) ist meist nicht dunkel gestreift. Bei einigen Arten (außerhalb Europas) ist der Hinterleib rot gefärbt, oder er ist blau, grün und braun gemustert. Die Gattung ist vor allem im männlichen Geschlecht durch einige morphologische Merkmale sehr gut gekennzeichnet. So ist die innere Hinterecke (Analwinkel) des Hinterflügels beim Männchen abgerundet (wie bei den Weibchen), nicht eckig wie bei fast allen anderen Aeshnidae (weitere Ausnahme: Andaeschna). Im Flügelgeäder besitzt das angrenzende Analdreieck des Männchens keine verstärkte posteriore Ader; dadurch ist ein abgesetztes Analdreieck nicht erkennbar. Am Hinterleib sind das erste und zweite Segment breit und massig, er wirkt dadurch wenig vom Thorax abgesetzt; die Öhrchen oder Aurikel (kleine, zackenförmige Ausbuchtungen an den Seiten) fehlen vollständig. Der unpaare, untere Fortsatz des männlichen Begattungsapparats (Epiproct) an der Hinterleibsspitze ist immer verkürzt, meist vorn abgestumpft.
Die Gattung ist in beiden Geschlechtern von verwandten Gattungen außerdem an einigen Merkmalen des Flügelgeäders zu unterscheiden. Die gebogene Radiusschaltader (Rs) erreicht nicht den Flügelrand. Am Arculus (einer auffallenden Struktur nahe der Flügelbasis, bei der die Medianader schief von den an der Flügelbasis vereinten Radial- und Medianader abzweigt) zweigen alle Adern im basalen Abschnitt ab. Der zweite und der dritte Ast des Radius (R2 und R3) sind auf Höhe der Spitze des Pterostigmas durch eine bogenförmige Biegung einander genähert.
Die Larven besitzen auffallend lange Beine und ein stark verlängertes Labium der Fangmaske. Das sechste Abdominalsegment ist in der Regel seitlich nicht bestachelt.

## Verbreitung
Die Gattung Anax ist fast weltweit verbreitet, vor allem in den Tropen der Alten und Neuen Welt (pantropisch), mit Verbreitungsschwerpunkt in Ostasien. Wenige Arten erreichen die temperaten (gemäßigten) Breiten. Einige Arten, vor allem Anax imperator und Anax ephippiger sind sehr weit verbreitet und erreichen sowohl die nördlichen wie auch die südlichen gemäßigten Breiten. In der Neuen Welt (Nord- und Südamerika) kommen fünf Arten vor, in Australien vier.
In Europa sind fünf Arten nachgewiesen worden, davon eine, die nordamerikanische Anax junius nur als Irrgast eingeflogen 1998 in Cornwall und auf den Scilly-Inseln (was zeigt, dass die Tiere fliegend den Atlantik überqueren können). Auch Anax immaculifrons besitzt nur einen isolierten Nachweis von der Insel Karpathos in der Ägäis (hier mit Reproduktionsnachweis). Die Arten Anax imperator und Anax parthenope waren früher nur in Süd- und im südlichen Mitteleuropa weit verbreitet, breiten sich aber aktuell stark nach Norden hin aus. Anax ephippiger (früher Heminanax) lebt vor allem in den Subtropen und stößt nur sporadisch nach Norden hin vor. Die vier letztgenannten Arten (ohne Anax junius) sind auch die einzigen Vertreter der Gattung in der Türkei.

## Phylogenie und Systematik
Die Gattung Anax ist morphologisch gut gekennzeichnet und ist in ihrer Systematik kaum umstritten gewesen. Ausnahme sind die beiden Arten Anax ephippiger und Anax papuensis, für die früher eine eigenständige Gattung Hemianax unterschieden worden ist, die nach einigen Merkmalen des Flügelgeäders und der Form des männlichen Epiproct differenziert wurde. Die Eigenständigkeit der Gattung wurde von Günther Peters in Frage gestellt, und Hemianax mit Anax synonymisiert., worin ihm die meisten Bearbeiter gefolgt sind, wenn auch einige den Schritt für verfrüht halten. Beide Gattungen werden, wenn unterschieden, in einer Tribus Anactini vereinigt. Die Zusammengehörigkeit von Anax und Hemianax ist auch nach genetischen Daten immer bestätigt worden. Für sichere Aussagen über die innere Systematik (und damit ein mögliches Schwestergruppenverhältnis) und die Stellung der Anactini im Verhältnis zu den anderen Arten der Unterfamilie wurden noch zu wenige Taxa getestet.

### Arten
Die Gattung umfasst, nach der Aufstellung in der World List of Odonata, 31 Arten.
- Anax amazili (Burmeister, 1839). Südamerika, südlich bis Argentinien[10], gelegentlich als Irrgast nördlich bis Texas[11].
- Anax bangweuluensis Kimmins, 1955. lokal in Sambia und Botswana (Afrika), selten[12].
- Anax chloromelas Ris, 1911. in Zentral- und Westafrika weit verbreitet[12].
- Anax concolor Brauer, 1865. Südamerika, südlich bis Argentinien[10]
- Anax congoliath Fraser, 1953. Zentralafrika, in langsam fließenden Flüssen im tropischen Regenwald[12].
- Anax ephippiger (Burmeister, 1839), Schabrackenlibelle. West-Paläarktis und Afrika.
- Anax fumosus Hagen, 1867. Indonesien bis Japan[13].
- Anax georgius Selys, 1872. Timor, Nord-Australien[14].
- Anax gibbosulus Rambur, 1842. Neuguinea und Australien (fraglich Kleine Sundainseln)[14].
- Anax gladiator Dijkstra & Kipping, 2015. Kongo und Sambia.[15]
- Anax guttatus (Burmeister, 1839), Blassgefleckte Königslibelle. Indien, Hinterindien, Inseln Indonesiens, Japan, Neuguinea, Australien, Pazifische Inseln[14].
- Anax immaculifrons Rambur, 1842, Indische Königslibelle. West-Paläarktis.
- Anax imperator Leach, 1815, Große Königslibelle. Typusart der Gattung und am weitesten verbreitete Art.
- Anax indicus Lieftinck, 1942. Indien und Sri Lanka[13].
- Anax junius (Drury, 1773), Amerikanische Königslibelle. Amerika, weit verbreitet und häufig, von Mittelamerika nördlich bis Kanada und Alaska.
- Anax longipes Hagen, 1861. Östliches Nordamerika[13].
- Anax maclachlani Förster, 1898. Neuguinea[13], dort im Tiefland die häufigste Art[16].
- Anax mandrakae Gauthier, 1988. Endemit Madagaskars[13].
- Anax nigrofasciatus Oguma, 1915. Die früher oft unterschiedene Anax nigrolineatus ist synonym. Ostasien, vom Himalaya bis Japan[13].
- Anax panybeus Hagen, 1867. In Südostasien weit verbreitet, bis Japan[14][13].
- Anax papuensis (Burmeister, 1839). Kleine Sundainseln, Neuguinea, Australien, Neukaledonien, Neuseeland[14].
- Anax parthenope (Selys, 1839), Kleine Königslibelle. in der Paläarktis weit verbreitet, kommt auch in Afrika vor.
- Anax piraticus Kennedy, 1934. beschrieben von der Insel Guam[17]. Zweifelhafte Art, möglicherweise synonym zu A.panybeus[18].
- Anax pugnax Lieftinck, 1942. Neuguinea[13], im Bergland[13].
- Anax rutherfordi McLachlan, 1883. Westafrika: Sierra Leone und Togo.
- Anax selysii Förster, 1900 (nec Schlegel, 1849). Neuguinea[13], endemisch im Bergland[16].
- Anax speratus Hagen, 1867. Weit verbreitet in Afrika, vor allem in Savannen-Lebensräumen[12], nördlich bis Arabien[13].
- Anax strenuus Hagen, 1867. Endemit Hawaiis[13].
- Anax tristis Hagen, 1867. In Afrika südlich der Sahara weit verbreitet[12], auch auf Madagaskar[13].
- Anax tumorifer McLachlan, 1885. Endemit Madagaskars[12].
- Anax walsinghami McLachlan, 1883. Amerika. Nord- und Mittelamerika, von Texas und Kalifornien bis Honduras[13]. Größte nordamerikanische Libellenart[11].